# كريستيان غارنييه
كريستيان غارنييه (بالفرنسية: Christian Garnier)‏ (و. 1872 – 1898 م) هو جغرافي، من فرنسا، ولد في باريس، توفي في باريس، عن عمر يناهز 26 عاماً.